# História da Universidade Federal de Minas Gerais
Em novembro de 1927, logo após a criação da Universidade de Minas Gerais (UMG), o Reitor Mendes Pimentel, em discurso proferido em agradecimento à Manifestação da Mocidade das Escolas Superiores, no Salão de Honra da Faculdade de Direito, expõe seu entendimento sobre a divisa que integra o brasão da nova Universidade: Incipit vita nova ("Infunde vida nova"). O lema visa significar a perpétua inquietude do homem de ciência, cada uma de cujas conquistas é o ponto de partida para novas aspirações e realizações novas no perpétuo devenir humano. É um símbolo de constante transformação aperfeiçoadora. Este artigo tratara sobre a história da Universidade Federal de Minas Gerais, uma dentre as mais tradicionais universidades do Brasil.

## Origem

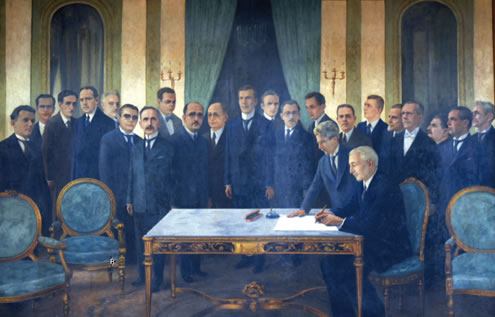
Quadro que retrata criação da UMG em solenidade no dia 7 de setembro de 1927, no Palácio da Liberdade.

A Universidade Federal de Minas Gerais é uma instituição cuja origem data do século XIX. No Brasil, a Universidade surgiu na República como continuação de um processo iniciado no Império, com a abertura das primeiras escolas de nível superior no país.
Essa é a mais antiga universidade em Minas Gerais, e sua história se confunde com a história das primeiras faculdades desse estado.
A primeira instituição de ensino superior em Minas - a Escola de Farmácia de Ouro Preto - data de 1839, quando o país ainda possuía o sistema imperial e Minas era, na época, uma província. Em 1876 é criada a Escola de Minas e, em 1892, já no período republicano, a antiga capital do Estado ganha também a Faculdade de Direito.
Em 1898, com a mudança da capital, a Faculdade de Direito foi transferida para Belo Horizonte. Depois, em 1907, criou-se a Escola Livre de Odontologia e, quatro anos mais tarde, a Faculdade de Medicina e a Escola de Engenharia. E em 1911, surge o curso de Farmácia com a criação da Faculdade de Farmácia, anexo à Escola Livre de Odontologia.
Outra fato importante nesse periodo foi a fundação do Conservatório Mineiro de Música (1925), que mais tarde se anexaria a UFMG.

### Criação
No Século XVIII, a criação de uma universidade em Minas Gerais já fazia parte do projeto político dos Inconfidentes. A proposta, entretanto, só veio a ser concretizada na terceira década do Século XX, no bojo de intensa mobilização intelectual e política, que teve no então presidente do estado, Antônio Carlos Ribeiro de Andrada, a sua principal expressão. Nesse contexto, em 7 de setembro de 1927, foi fundada a Universidade de Minas Gerais (UMG), criada como instituição privada, subsidiada pelo Estado, surgida a partir da união das quatro escolas de nível superior que existiam em Belo Horizonte (Faculdade de Direito, Escola de Odontologia, Faculdade de Medicina, e a Escola de Engenharia). O primeiro reitor, nomeado em 10 de novembro do mesmo ano, foi Francisco Mendes Pimentel, diretor da Faculdade de Direito, local onde funcionou a primeira Reitoria. Logo em 1931 já foi fundado o primeiro Colégio Universitário da UMG.
Em 1930, a UMG contava com 130 professores e 1.270 alunos matriculados. Sem vínculo com a recém-criada Universidade, surgem instituições que viriam depois a ser incorporadas à Instituição, como a Escola de Veterinária, criada em 1930; a Escola de Arquitetura (1930); a Escola de Enfermagem Carlos Chagas, de 1933; a Faculdade de Filosofia, fundada em 1939; e a Faculdade de Ciências Econômicas, em 1941.

#### Cidade Universitária
Um ano depois da fundação da UMG, os planos do governo estadual direcionavam-se para a necessidade da construção de um complexo universitário, já denominado Cidade Universitária. Em parceria com a Prefeitura de Belo Horizonte, foram colocados à disposição da Universidade 35 quarteirões com 639 lotes e área equivalente a 500 mil m2, nos bairros de Lourdes e Santo Agostinho. Esta localização foi questionada, contudo, por limitar o crescimento futuro da Instituição, inserida em zona urbana de ocupação e valorização iminentes. Em 1937, o interventor Benedito Valadares destinava, no seu plano educacional, nova área para a Universidade nas proximidades do Parque Municipal.
Acontecimentos políticos, entretanto, deram outra direção para a consolidação do espaço universitário. Dentro de um quadro no qual o governo do Estado Novo era hostilizado pela camada estudantil, a ideia de deslocar as universidades existentes das regiões centrais das cidades tornou-se adequada ao sistema. Assim, em 1942, foi incorporada ao patrimônio territorial da Universidade uma extensa área, obtida pela desapropriação da Fazenda Dalva, localizada em zona suburbana na região da Pampulha pelo governador Benedito Valadares. A decisão que foi aprovada pela comunidade universitária, representada pela comissão criada para esta interlocução com o governo, tendo em vista a amplitude, tranquilidade e topografia da área, relativa proximidade com o centro urbano e acesso a transportes.

## Federalização
A Universidade permaneceu como instituição estadual até 17 de dezembro de 1949, quando foi federalizada. Nessa época, já haviam sido integradas à Universidade a Escola de Arquitetura (1944) e as Faculdades de Ciências Econômicas e de Filosofia (1948). A Universidade Federal de Minas Gerais, nome adotado em 1965 por determinação do Governo Federal, é pessoa jurídica de direito público, mantida pela União, dotada de autonomia didático-científica, administrativa, disciplinar e de gestão financeira e patrimonial.

### Expansão

Manifestação estudantil na UFMG contra a ditadura militar, em junho de 1968.

O Plano Diretor para a Cidade Universitária, definindo o sistema viário e o zoneamento das atividades por áreas de conhecimento e serviços, foi concluído em 1957, sendo, então, iniciadas as obras de infraestrutura e de apoio. Em sequência, foram projetados e edificados os prédios da Reitoria, do Estádio Universitário – construído pelo estado –, do Instituto de Pesquisas Radioativas – atualmente sob administração do Centro de Desenvolvimento da Tecnologia Nuclear – CDTN, dos Institutos de Mecânica e Eletrotécnica – atual Colégio Técnico –, e de uma unidade residencial inacabada – atualmente Unidade Administrativa II. Prosseguindo em seu processo de expansão, a UFMG incorporou e criou novas unidades e cursos: Escola de Enfermagem (1950), Escola de Veterinária (1961), Conservatório Mineiro de Música (1962), Escola de Belas-Artes (1963) e Escola de Educação Física (1969).
Com a aprovação de seu plano de reestruturação, em 1967, e o advento da Reforma Universitária, em 1968, a Universidade sofreu profunda alteração orgânica, principalmente no que se refere à estrutura do sistema de ensino. O desmembramento da antiga Faculdade de Filosofia deu origem a Faculdade de Filosofia e Ciências Humanas, ao Instituto de Ciências Biológicas, responsável pelo ciclo básico da área de Ciências Biológicas, e ao Instituto de Ciências Exatas, responsável pelo ciclo básico de Ciências Exatas –, ao Instituto de Geociências e às Faculdades de Educação e de Letras. O ciclo básico de Ciências Humanas, ministrado pela Faculdade de Filosofia e Ciências Humanas, foi instituído apenas em 1973. Entre as medidas propostas pela Reforma Universitária brasileira entre 1966 e 1968, sobressaem o sistema departamental, o vestibular unificado, o ciclo básico, o sistema de créditos e a matrícula por disciplina, bem como a carreira do magistério e a pós-graduação.
Ainda em 1968, foi elaborado um plano paisagístico que definiu diretrizes para a implantação do Campus, que foi sendo complementado, até o final da década de 1990, com políticas específicas que permitiram a ocupação do terreno da Pampulha. Em 2001, fez-se a transferência da Faculdade de Odontologia para esse Campus.

### Educação básica e profissional
A atuação da UFMG na área da educação básica e profissional teve início em 1948, quando foi criado o Ginásio de Aplicação, vinculado à Faculdade de Filosofia, posteriormente denominado Colégio de Aplicação, voltado para a formação do que hoje é chamado de ensino fundamental. Em 1952 foi criado o Teatro Universitário, destinado à formação de atores em nível médio. Em 1967, foi criado o Colégio Técnico, em razão de convênio firmado entre o Brasil e o Reino Unido, para a formação de técnicos de nível médio. A esse Colégio foi agregado o Colégio Agrícola do Núcleo de Ciências Agrárias de Montes Claros, incorporado a UFMG em 1968. Em 1986, sob a denominação de Centro Pedagógico, foram englobados o Colégio de Aplicação, agora denominado de Escola Fundamental, e o Colégio Técnico, oferecendo cursos nos níveis fundamental, médio e técnico. Atualmente inserção e organização da educação básica e profissional da UFMG têm em vista o aprimoramento de sua gestão pedagógica e administrativa e da vinculação com as atividades dos cursos de graduação.

### Projeto "Campus2000"
Em 1998, foi instituída uma comissão para elaborar o Plano Diretor da UFMG. Seus princípios norteadores e suas proposições, embora o Plano ainda não tenha sido aprovado pelo Conselho Universitário, baliza as decisões relativas ao espaço físico do campus Pampulha. Nesse mesmo ano, foi instituído um projeto denominado Campus 2000. visando à transferência das unidades acadêmicas localizadas na região centro-sul de Belo Horizonte, de modo a integrar as diversas áreas do conhecimento, assim como a ampliação do número de vagas e a promoção do desenvolvimento acadêmico da Universidade, além da ampliação, reforma e modernização de unidades acadêmicas já instaladas no Campus Pampulha. Tal projeto possibilitou a transferência, para o Campus Pampulha, da Faculdade de Farmácia (2004), da Faculdade de Ciências Econômicas (2007), e da Escola de Engenharia (2010).

## Atualidade

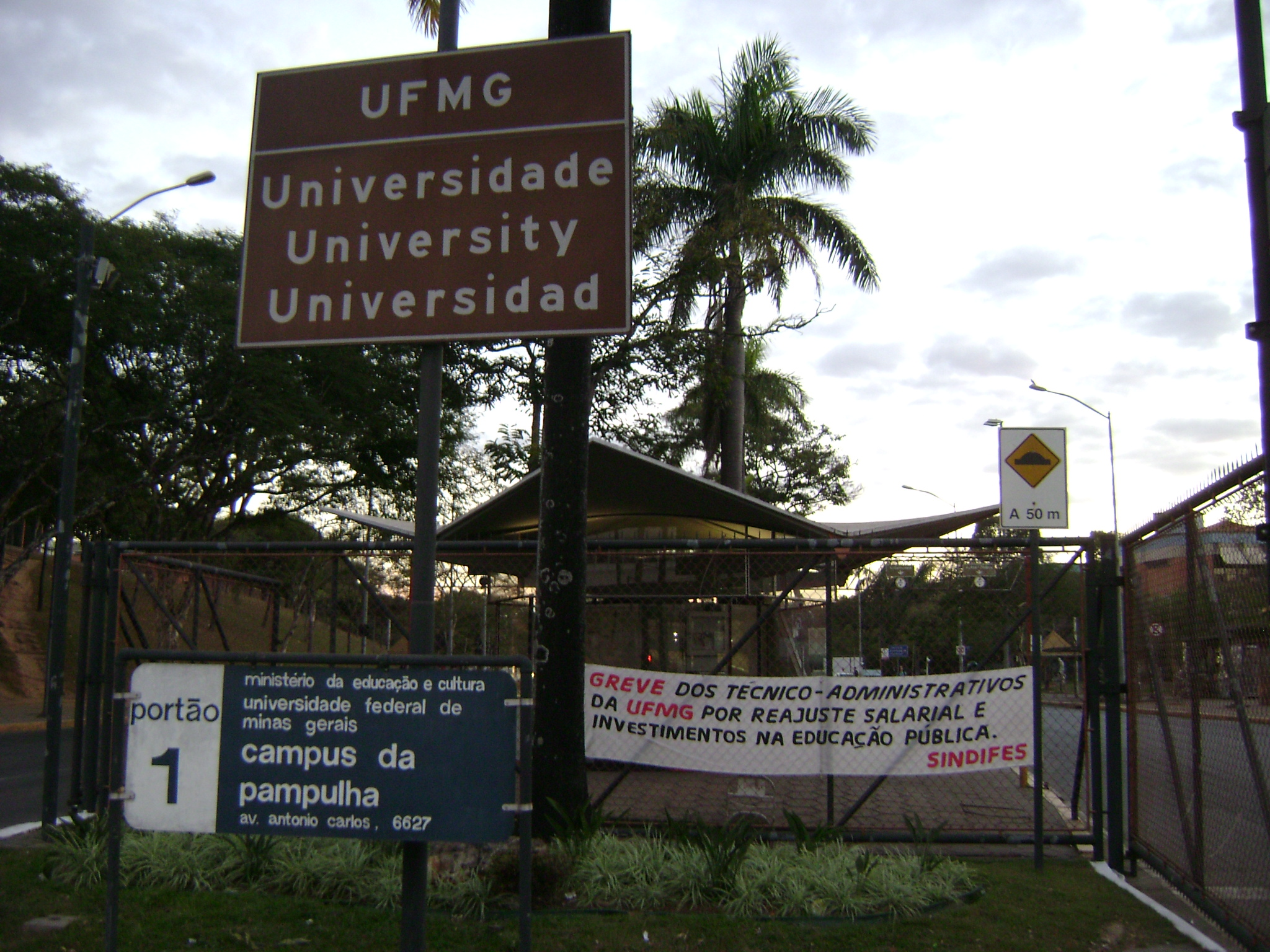
Faixa indicando greve na UFMG em 2012.

Com a implementação do REUNI na Universidade, novos cursos têm sido criados e surgiram mais vagas em alguns dos antigos cursos. Assim, novos prédios estão sendo construídos no campus Pampulha para atender essas novas demandas. Além de Belo Horizonte, o exame vestibular é agora realizado em 16 cidades no interior do Estado - Araçuaí, Barbacena, Conselheiro Lafaiete, Coronel Fabriciano, Contagem, Divinópolis, Governador Valadares, Januária, Lavras, Montes Claros, Pouso Alegre, Salinas, Sete Lagoas, Uberlândia, e Viçosa.
Atualmente a UFMG conta com dois campi em Belo Horizonte - Pampulha e Saúde – e um campus situado em Montes Claros, além de unidades em Diamantina, Tiradentes e Conselheiro Lafaiete. É composta por 20 unidades acadêmicas, duas unidades especiais, órgãos suplementares – vinculados à Reitoria –, e órgãos complementares – vinculados às unidades acadêmicas. Encarrega-se do ensino, graduação e pós-graduação, da pesquisa e da extensão em todas as áreas do conhecimento, sob a forma presencial e à distância. Oferece também cursos de educação básica e profissional que funcionam como campo de experimentação para a área de licenciatura e se constituem como lugar de produção teórica e metodológica sobre as questões referentes a estes níveis de ensino.
De acordo com o Índice Geral de Cursos (IGC) de 2008, divulgado em 2009, a UFMG é a terceira melhor universidade do país. A instituição obteve desempenho 5 (nota máxima) e pontuação contínua de 410. No entanto, a UFMG é a melhor universidade entre aquelas que contemplam todas áreas do conhecimento, uma vez que as duas instituições que ocupam a primeira e segunda colocações – Universidade Federal de São Paulo (Unifesp) e Fundação Universidade Federal de Ciências da Saúde de Porto Alegre (UFCSPA) – têm sua atividade acadêmica focada na área da saúde.
Presente na diversidade dos campos de conhecimento, a pós-graduação na UFMG vem alcançando, sucessivamente, patamares sempre mais elevados na avaliação da Coordenação de Aperfeiçoamento de Pessoal de Nível Superior (Capes), situando-se entre uma das melhores do Brasil. A UFMG também é um dos maiores núcleos de inovação do Brasil, em 2010 a UFMG foi a instituição brasileira que mais requereu patentes segundo dados do Instituto Nacional de Propriedade Industrial (INPI).